# Cauvetauropus clavistylus
Cauvetauropus clavistylus är en mångfotingart som beskrevs av Ulf Scheller 1982. Cauvetauropus clavistylus ingår i släktet Cauvetauropus och familjen fåfotingar. Inga underarter finns listade i Catalogue of Life.